# 飞龙岛
飞龙岛是钓鱼岛及其附属岛屿中的一个小岛，位于南小岛东南侧，坐标为25°43.3′N 123°33.4′E。2012年3月3日，中华人民共和国国家海洋局、民政部公布其标准名称
。
飞龙岛是南小岛东侧的6个紧邻岛屿集团之一，位于长龙岛之北，其南北更近位置分别有飞龙南岛和飞龙北岛。

## 飞龙南岛
飞龙南岛较飞龙岛小，位于北方的飞龙岛和南方的长龙岛之间。

## 飞龙北岛
飞龙南岛较飞龙岛小，位于飞龙岛之北。

## 外部連結
- 中華民國內政部釣魚臺列嶼簡介（繁體中文）
- ウオッちず 地図閲覧サービス（試験公開） （页面存档备份，存于）（日本国土地理院の地形図）（日語）